# Kicking & Screaming
Kicking & Screaming è il terzo album solista di Sebastian Bach, pubblicato nel 2011 dalla Frontiers Records.
L'album, uscito il 27 settembre, è stato anticipato dal singolo Kicking & Screaming.

## Tracce
1. Kicking & Screaming
2. My Own Worst Enemy
3. TunnelVision
4. Dance On Your Grave
5. Caught In A Dream
6. As Long As I Got The Music
7. I'm Alive
8. Dirty Power
9. Live The Life
10. Dream Forever
11. One Good Reason
12. Lost In The Light
13. Wishin’

## Formazione
- Sebastian Bach - voce
- Nick Sterling - chitarra
- Rob De Luca - basso
- Bobby Jarzombek – batteria